# Calle Urazurrutia (Bilbao)
La  Calle Urazurrutia es una calle ubicada en el barrio de Bilbao La Vieja, en el municipio de Bilbao, territorio histórico de Vizcaya.

## Ubicación
Empieza en el puente de San Antón y termina en la calle Zamácola, por decisión del pleno municipal del 4 de octubre de 1933. La  Calle Urazurrutia pertenece al distrito de Ibaiondo (distrito 5). Existe también un muelle con el mismo nombre.

## Contexto geográfico
El nombre de Urazurrutia es un topónimo que se puede traducir al castellano como Allende el Agua,que define la situación geográfica del arrabal de Allende la Puente con respecto a Bilbao. La calle Urazurrutia se encuentra en un punto vital del origen de lo que luego sería Bilbao, allí donde se halla el vado que aún se aprecia con mareas muy bajas entre Urazurrutia y el muelle de Ibeni de Atxuri, y al lado del puente de San Antón, paso obligado si no se quería cruzar en barca. Urazurrutia, allende el agua, está en el lado izquierdo del Ibaizabal, en un enclave de Bilbao en tierras de la Anteiglesia de Abando. Este enclave no abarcaría más allá del inicio de la propia Urazurrutia y el arranque de la calle Bilbao La Vieja actuales.Los nombres de Urazurrutia y Allende la Puente fueron los usados para la zona hasta el siglo XIX, en que empezó a predominar el de Bilbao la Vieja.

## Historia
Allende la Puente fue un barrio de ferrones y pescadores que históricamente tuvo el tratamiento de suburbio donde se fueron instalando las industrias y servicios que, por su consideración de molestas y/o peligrosas, las autoridades decidían ubicar fuera de la zona amurallada de Bilbao. Se instaló la cárcel del Señorío, un edificio donde almacenar la pólvora, después la casa Galera, un calero, el mercado de ganado, y, además, las basuras se depositaban en el muelle de Urazurrutia.El lugar llamado las veneras, en el muelle, fue también zona de depósito de mineral para su posterior transporte en gabarras.En Urazurrutia también hubo un mínimo de servicios para el vecindario, como la fuente, única que daba servicio a todo el barrio hasta la construcción de otra en la calle Bilbao La Vieja en 1858, el lavadero municipal, junto a la fuente, reparado en 1847 y renovado en 1868 o la Casa Cuna de San Antonio, para los hijos e hijas de las mujeres trabajadoras.En 1884 se efectúan importantes obras de alcantarillado, pero en 1887 siguen allí las basuras, e incluso se adquiere un pequeño terreno para que los carros de la basura puedan girar.

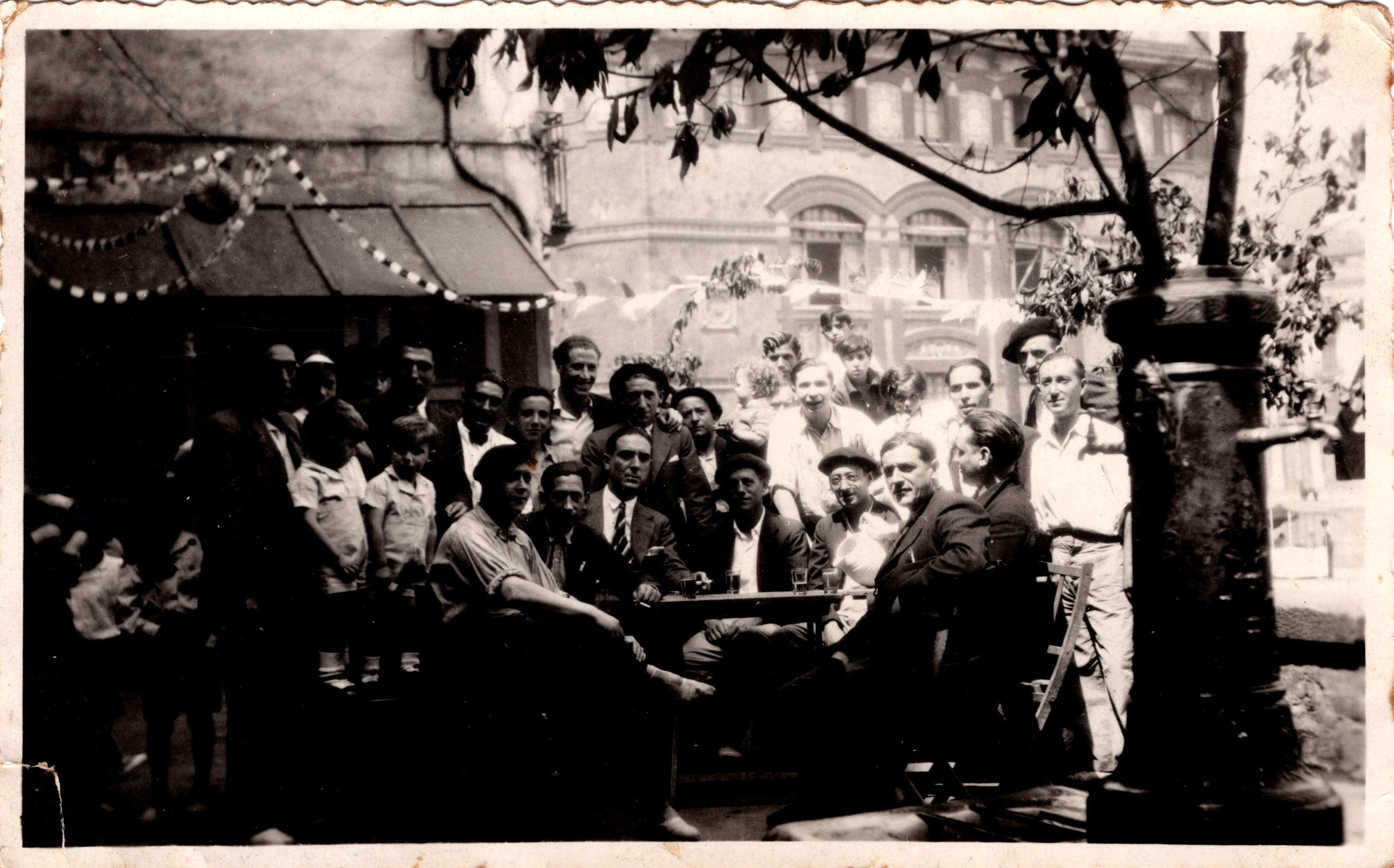
Plazuela de Urazurrutia a principios del

### Fuente de Urazurrutia
La fuente de Urazurrutia, también denominada de "La Gabarra", fue construida en 1543 por Guiot de Beaugrant, hijo del ingeniero hidráulico y escultor nacido en Lorena del mismo nombre, Guyot o Guiot de Beaugrant  (circa 1500-1549)que fue autor del retablo mayor de la iglesia de Santiago.
En este punto de la ría, el transporte entre las dos riberas se hacía también mediante una gabarra, hecho que quedó reflejado en el nombre de huertas de la Gabarra, término con el que se conoció el lugar hasta más allá del siglo XVI. A comienzos del siglo XVII se urbanizó este paraje de la fuente de Urazurrutia y plazuela anexa, construyéndose una carnicería, así como el asentamiento de ollerías de cacharros de cobre.

### Rentería
Otra denominación popular con la que se conoció a la calle fue la de calle de la Rentería, al estar aquí situada la Rentería, la casa-lonja donde se almacenaba el hierro y otro tipo de mercancías además de ejercer como aduana para cobro de rentas por el hierro, derechos de paso e impuestos. El edificio aparece representado en escudos de Bilbao de los siglos XVI y XVII, junto con el puente y el alcázar. Las rentas del hierro estaban asignadas, por el concejo de Bilbao, a la fábrica de la iglesia de Santiago, siendo por ello conocida también como casa de Santiago.  En junio de 1891 se derribó este edificio y sobre su solar se construyó un edificio de viviendas, con planos del arquitecto Enrique Epalza, que tuvo el número de portal 6. En la fachada se colocó una hornacina con la imagen de Santiago Matamoros.Este último edificio fue, a su vez, demolido para la apertura de una calle con objeto de comunicar el nuevo barrio de Miribilla con el puente el año 2006.

### Cárcel del Señorío
Las primeras referencias conocidas sobre establecimientos penitenciarios en Vizcaya datan del año 1463 y parecen indicar que no existía cárcel y que cuando se consideraba necesario recluir a una persona se consultaba si alguien quería hacerse cargo del preso. Entre los años 1669 y 1671 el Señorío de Vizcaya construyó su cárcel en Urazurrutia, en terrenos cedidos por el Ayuntamiento en el solar de la actual sala cuna. Era conocida como "Cárcel de la Señoría" y estuvo en servicio hasta 1868, cuando la Dirección General de Prisiones ordenó la demolición de esta y la de La Galera. La Diputación inició los trámites para la nueva cárcel de Zabalbide, que más tarde pasaría a denominarse de Larrínaga, que fue construida por el arquitecto Pedro Belaunzarán y finalizada en 1871.

### Ermitas de Santiago y La Piedad

#### Ermita de Santiago
Algunas fuentes apuntan a que antes de la fundación de la Villa existió en este lugar de una ermita dedicada a Santiago,  concretamente en la plaza de Urazurrutia, como era conocida la zona de delante del puente, y que cuando se fundó Bilbao en 1300, los bilbaínos, teniéndolo por patrón, decidieron trasladar la antigua iglesia a la margen derecha. Para otras fuentes, sin embargo, la iglesia no se localizó en la orilla izquierda sino en un terreno descampado de la margen derecha de la ría.No se tiene constancia de la fecha de comienzo de las obras de la actual catedral de Santiago en las Siete Calles, pero se sabe que en 1379 iban ya muy adelantadas y que el claustro data de 1404.
Fue costumbre que, después de los actos religiosos celebrados en la iglesia el día 25 de julio, la corporación municipal acudiera a Urazurrutia y, ante la imagen de Santiago que se halla en la fachada de la Casa Rentería, el párroco de San Antón leyera una oración proclamándolo Patrono de Bilbao y el alcalde pronunciase unas palabras.En 2011, 6 años después de ser demolida la casa donde estuvo la antigua hornacina hasta el 2005, el santo volvió a ser expuesto temporalmente en una nueva ubicación, en Bilbao La Vieja.

#### Ermita de La Piedad
En Urazurrutia también existió una ermita consagrada a la Virgen de La piedad, descrita como humilladero, desde fecha desconocida. Las inundaciones del año 1593 la derrumbaron y fue reedificada en 1612. Todavía en estaba en pie en 1818, en el solar donde posteriormente fue construido el lavadero.Esta ermita daba nombre a la Junta de Caridad, integrada por doce vocales nombrados por el Ayuntamiento y presididos por uno o dos regidores, cuya finalidad era el cuidado y atención a los presos.

### Mercado de ganado
En 1600 se consolidaron las ferias de Santiago, con mercado de ganado, a las que acudían tratantes de Vizcaya y de los territorios limítrofes.

## La Casa de La pólvora y la Galera
El solar del número 32 de la calle Urazurrutia ha sido la ubicación de diferentes edificios de públicos que han tenido múltiples usos a lo largo de la historia:

### La pólvora
Sobre el solar de las antiguas huertas municipales de la Gabarra, y frente a la carnicería, se edificó, en 1706, un polvorín o casa de la pólvora, trasladada en 1783 al monte Cabras, ubicado entre Bilbao y Erandio. El establecimiento en Urazurrutia de la factoría y almacén de pólvora puede ser la razón de la existencia de referencias documentales, de mediados del 1700, sobre disparos de esmeriles, también llamados localmente "chupines", así como "chupinero" al oficial municipal que los disparaba, en el barrio de Allende la Puente.

### Cárcel de mujeres de La Galera
Al trasladarse la casa de la pólvora, el Ayuntamiento decidió instalar una Casa Galera en el edificio, encargándose de la necesaria transformación el maestro de obras Josef de Orueta. Fue una cárcel para mujeres, separada de la cárcel común que tenía la Villa en el Portal de Zamudio, y que se mantuvo en funcionamiento durante el siglo XIX, hasta que se hizo la nueva Galera en el barrio de Solocoeche. En 1795 el Ayuntamiento de Bilbao, en sesión del 12 de marzo, acordó inspeccionar la cárcel del portal de Zamudio que se encontraba abarrotada y se decidió el trasladó de la cárcel a la casa Galera de Urazurrutia. El edificio fue posteriormente demolido, tras la orden para ello de la Dirección General de Prisiones del año 1868, y su solar se destinó a la construcción de un Grupo Escolar. Este es el edificio que ha llegado hasta nuestros días.

### Escuelas de Urazurrutia
Tras la demolición del edificio de La Galera se construyeron en el solar unas de las primeras escuelas de carácter municipal construidas en Bilbao. Estas escuelas fueron proyectadas en 1902 y fueron entregadas al ayuntamiento en marzo de 1905. Fueron obra del arquitecto Gregorio Ibarreche, que fue arquitecto municipal antes de ser alcalde de Bilbao, y que estuvieron en funcionamiento hasta los años 80. El edificio se vio afectado por las inundaciones de 1983, haciendo necesaria su rehabilitación, tarea que fue llevada a cabo por los arquitectos municipales Elías Mas y Blanca Brea en 1994. 

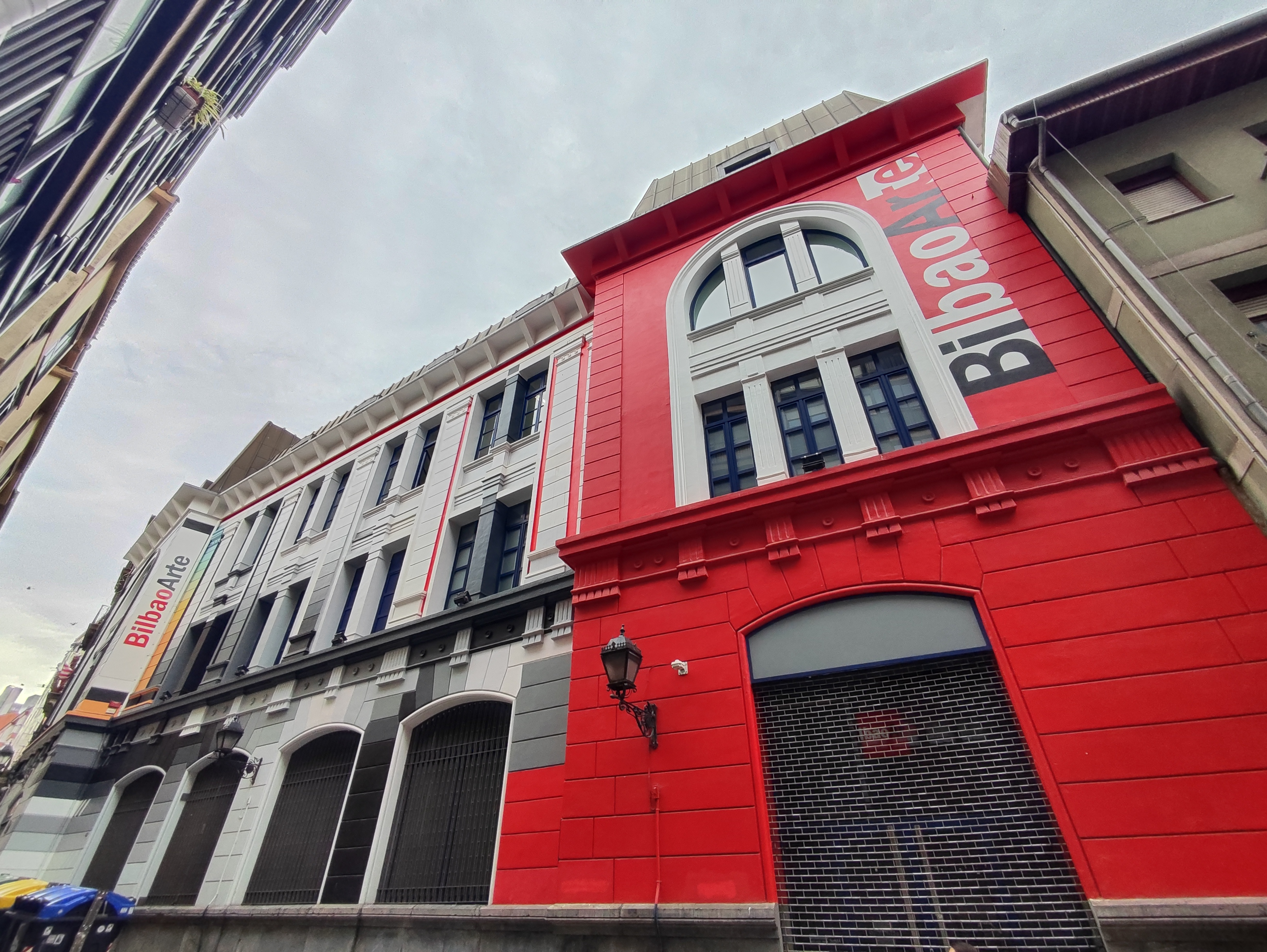
BilbaoArte

### BilbaoArte
El edificio llega al siglo XXI ocupado por la fundación BilbaoArte, dependiente del Área de Cultura y Gobernanza del Ayuntamiento de Bilbao, convirtiéndose en un centro de producción artística que se inauguró el 19 de noviembre de 1998. BilbaoArte fue creado, más que como un centro cultural para el barrio de Bilbao La Vieja, como centro complementario dentro de un amplio proyecto institucional para convertir Bilbao en un referente artístico y cultural. El centro ofrece sus instalaciones y equipamientos a los artistas para la realización de proyectos creativos y desarrolla una amplia programación cultural con múltiples actividades.

## Lavadero

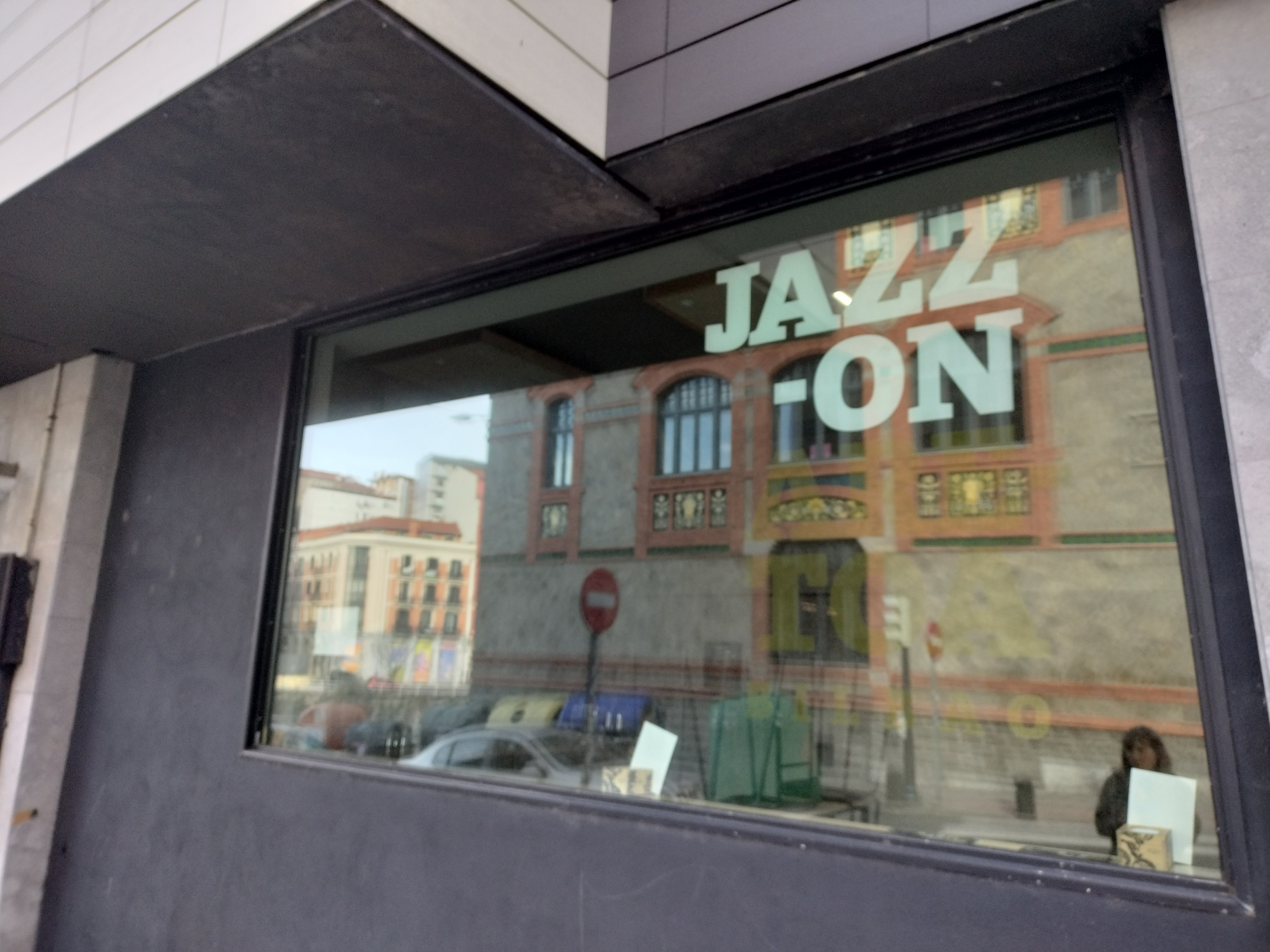
Sala Jazzon

En otoño de 1880 se construyó un lavadero público en Urazurrutia en el solar del antiguo matadero de cerdos, frente al arranque de la calle Iturburu. Para su construcción se usaron las piedras de los muros y las pilas de lavado del lavadero de Achuri, demolido a causa de la instalación de vías en la estación de ferrocarril. El lavadero de Urazurrutia sobrevivió hasta los años 60, época en la que fue demolido para la construcción de un edificio de viviendas municipales, en cuyos bajos se ubicó durante años la estación de los autobuses a San Sebastián.

### Sala Jazzon
Hoy en día, los bajos de los edificios de viviendas municipales de los que antaño salían los autobuses a San Sebastián y Lequeitio albergan, en el número 7 de la calle, Jazzon Aretoa, una sala de jazz, impulsada por la Asociación cultural BJC-Bilbaina Jazz Club Kultur Elkartea.

## Casa cuna de San Antonio

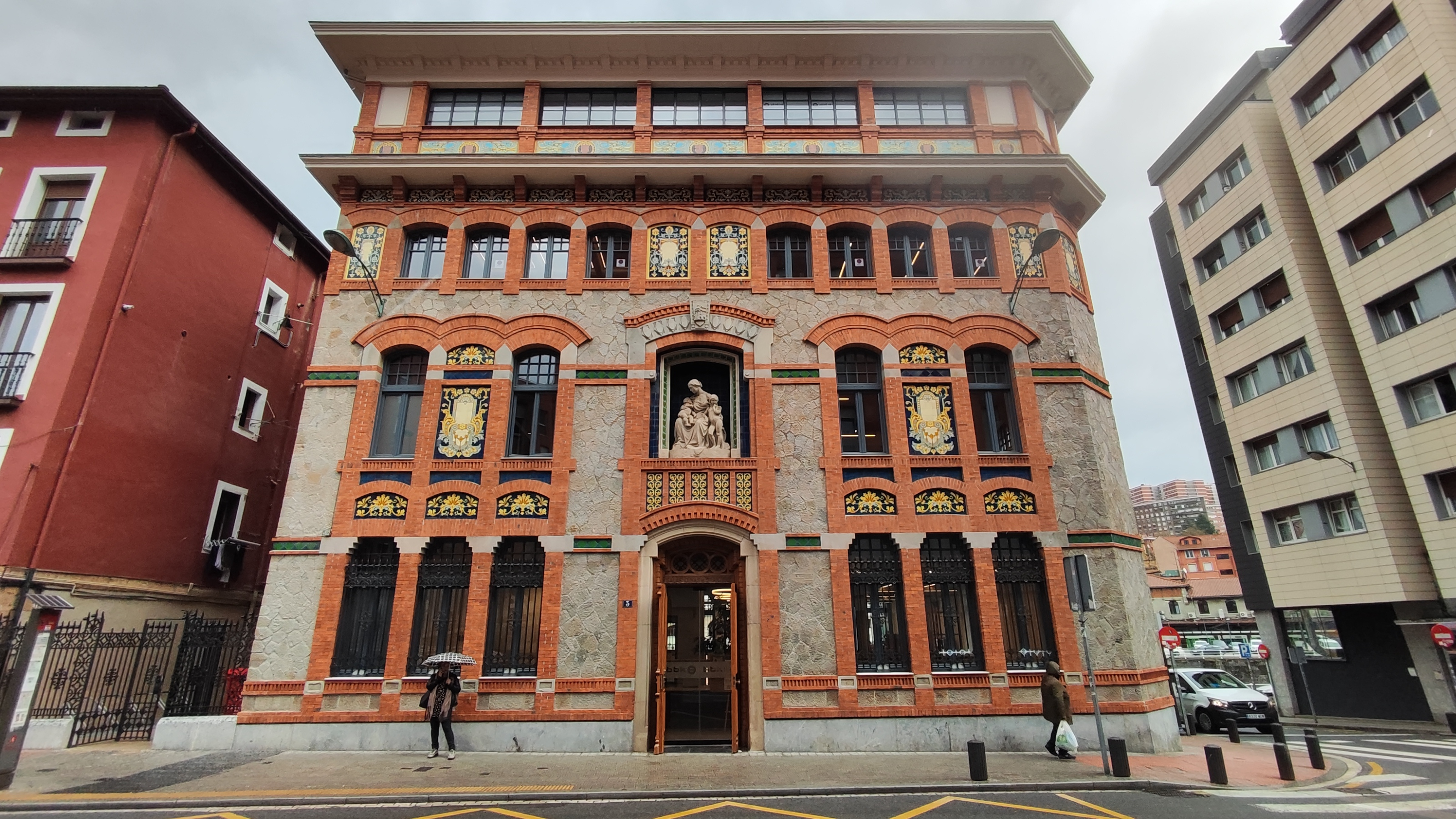
Casa Cuna

El Ayuntamiento instaló en la calle Urazurrutia la Casa Cuna de San Antonio, cuya función era cuidar durante el día a los hijos e hijas menores de tres años de las mujeres trabajadoras. Se inauguró el 7 de enero de 1884, después de una reestructuración del edificio por parte del arquitecto municipal Joaquín Rucoba, encargándose de la gestión las Hijas de la Caridad de San Vicente de Paúl. Posteriormente se construyó un nuevo edificio, obra de Ricardo Bastida, que fue inaugurado el 25 de julio de 1916. La casa cuna estuvo a cargo del ayuntamiento hasta 1929, año en que pasó a manos de la Caja de Ahorros Municipal de Bilbao.

### BBK Kuna
En 2018 la Fundación Bancaria BBK, heredera de la Caja de Ahorros Municipal y propietaria del edificio, anunció que el centro dejaría de ser una guardería y lo convertiría en un centro para impulsar proyectos de innovación, con el nombre de BBK Kuna, cosa que sucedió en 2021.

## Casa Socorro

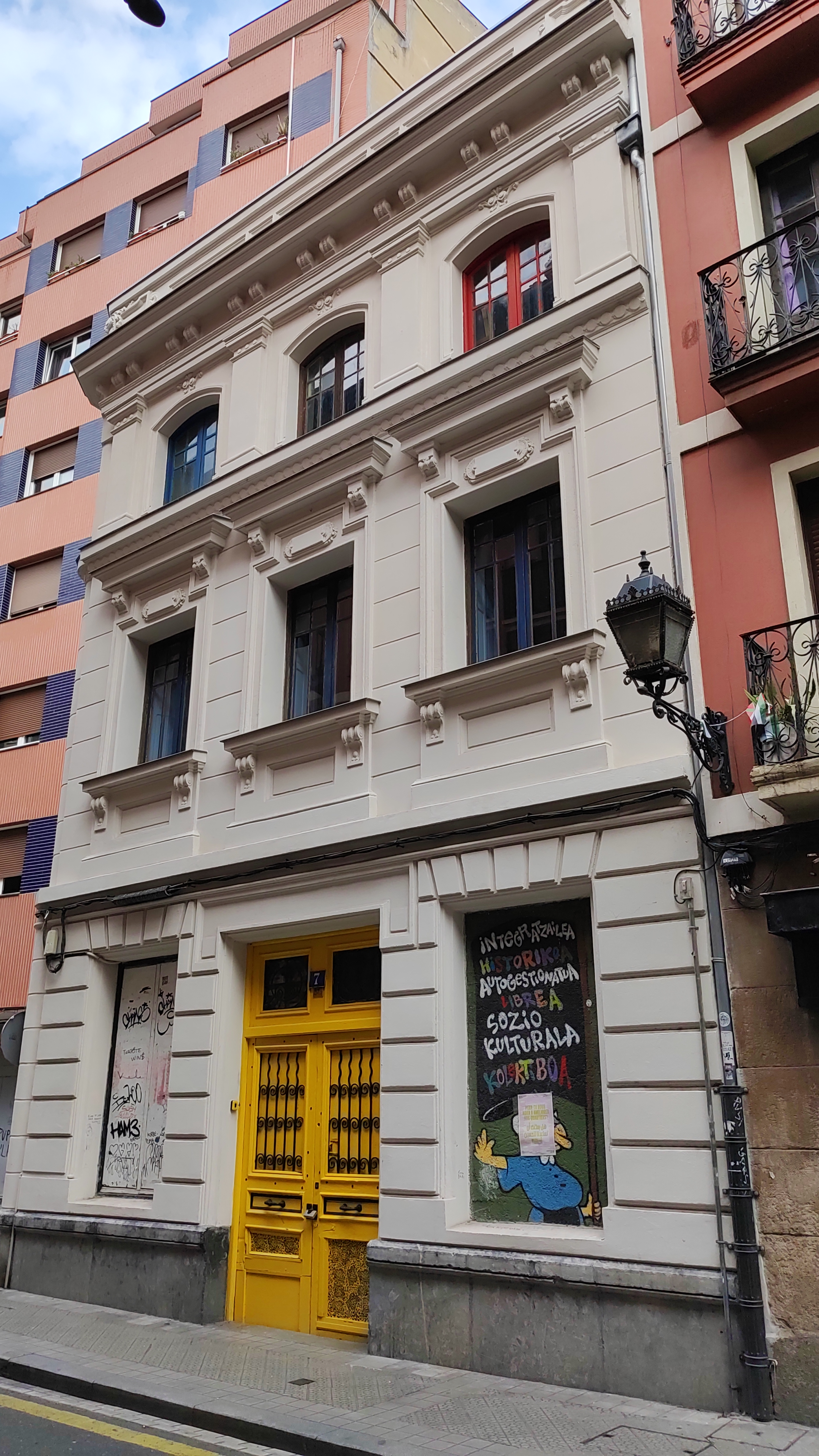
Kultur Etxea

El año 1900 un grupo de vecinos solicitó la instalación de un cuarto de Socorro en el barrio, pero la petición fue denegada por la cercanía del Hospital Civil de los Santos Juanes. Cuando el hospital es trasladado a Basurto en 1908 comenzó un proceso que culminó el 17 de enero de 1914. En esa fecha el ayuntamiento recepcionó el edificio de tres plantas construido en la calle Urazurrutia por Ricardo Bastida. En la planta baja albergaba la sala de curas y la consulta médica, y en las dos superiores vivían el conserje y descansaba el  personal sanitario, compuesto por un médico y un practicante. Al cabo de un año se les sumó un segundo médico para las salidas a domicilio. Las inundaciones de agosto de 1983 arrasaron totalmente el sótano y la planta baja, y la casa de socorro fue trasladada a la calle Conde Mirasol. En 1989 se procedió al cierre definitivo del servicio.

### Kultur Etxea
Tras el cierre del Cuarto de Socorro el entonces alcalde de Bilbao, José María Gorordo, autorizó a la Asociación de Vecinos de Bilbao La Vieja el uso y gestión del edificio, la cual creó una casa de cultura, la Kultur Etxea, para el barrio. A partir de entonces, un grupo de vecinos comenzó arreglar el interior del edificio a través del trabajo voluntario y a ofrecer actividades socioculturales de forma autogestionada. Así, en la Kultur Etxea realizan cursos y talleres, se ofrecen salas de encuentro para asociaciones y grupos y se puso en marcha una biblioteca popular.

## Muelle Urazurrutia

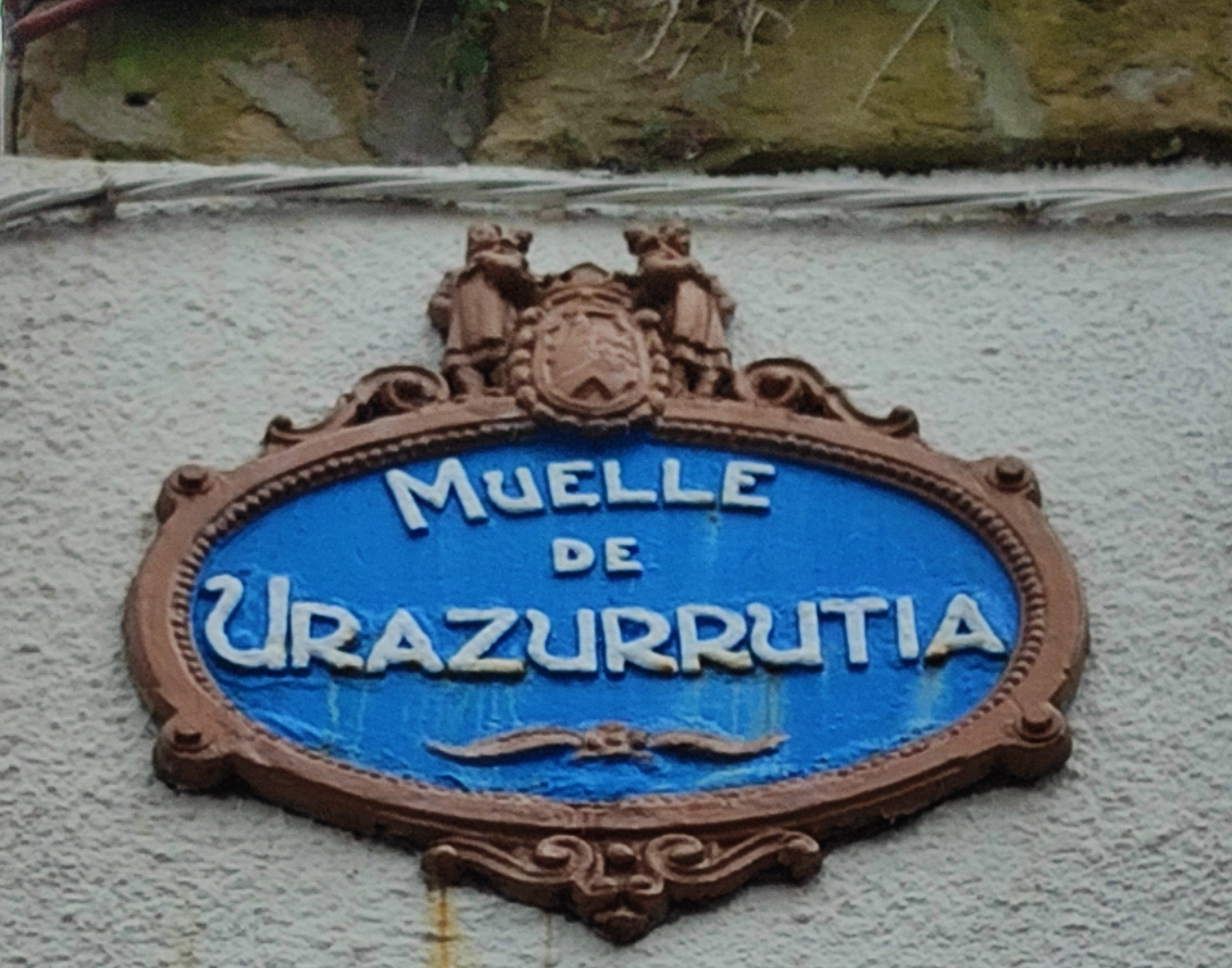
Placa del muelle

Hasta la completa urbanización de la zona, que ha hecho de ellos dos espacios casi independientes, ha sido difícil diferenciar la calle del muelle. Una de las primeras noticias conocidas, todavía sin terminar la segunda guerra carlista, se refiere a la reparación de la rampa de Urazurrutia con un alto presupuesto. Solo después de esta guerra se puso en marcha un proyecto general de construcción de muelles que incluían también al de Urazurrutia, donde pocos años después el ayuntamiento decide colocar el embarcadero de basuras.

## Las obras delsigloXXI
La construcción del nuevo barrio de Miribilla también afecto directamente a la calle Urazurrutia, donde varios edificios en buen estado fueron demolidos el año 2006 con objeto de abrir una vía que comunicó el nuevo barrio, por el puente de San Antón, con el Casco Viejo. El resultado de la construcción de dicha vía supuso la división del barrio de Bilbao La Vieja en dos zonas físicamente separadas por una calle de tres carriles.